# Парадокс Фельдштейна — Хориоки
Парадокс Фельдштейна — Хориоки (англ. Feldstein-Horioka puzzle) — особенность развития глобального рынка, которая заключается в том, что беспрепятственное функционирование международного рынка капиталов позволяет внутренней норме инвестиций значительно отклоняться от нормы сбережений.
Американские исследователи М. Фельдстейн и Ч. Хориока обнаружили высокую корреляцию между внутренними сбережениями и внутренними инвестициями, которая опровергает утверждение о финансовой интеграции рынков. Иными словами, они пришли к выводу, что рынки стремятся не к экспорту избыточного капитала, а к потреблению избытка сбережений на внутреннем рынке.